# IEEE 802.11

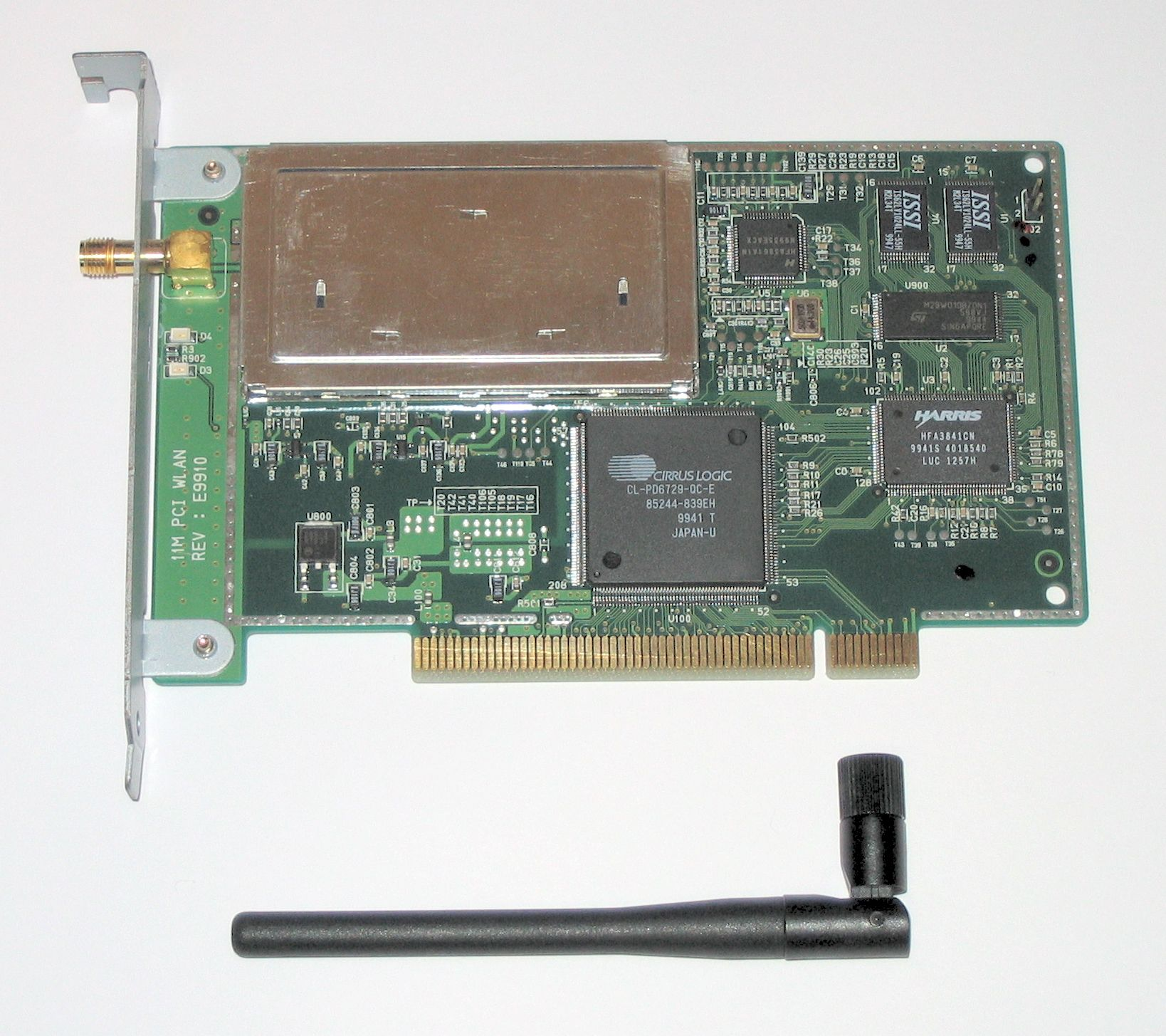
Compaq 802.11b PCI kártya

Az IEEE 802.11 egy vezeték nélküli adatátviteli protokoll. Az OSI modell két legalsó rétegét, a fizikai és az adatkapcsolati réteget definiálja.
Fizikai réteg szempontjából három lehetőséget határoz meg:
- IR – infravörös – közvetlen rálátás szükséges, sebesség max. 2 Mb/s
- FHSS (Frequency Hopping Spread Spectrum) – frekvenciaugrásos szórt spektrum, 2,4 GHz
- DSSS (Direct Sequence Spread Spectrum) – 5 GHz, redundancia a kódban (Barker sequence)

## 802.11
- adatátviteli sebesség(max): 2Mb/s
- használt frekvencia: 2,4GHz

## 802.11a
- moduláció: OFDM
- adatátviteli sebesség(max): 54Mb/s
- használt frekvencia: 5 GHz
- megjelenés dátuma: 1999

## 802.11b
- moduláció: DSSS
- adatátviteli sebesség (max): 11Mbps
- használt frekvencia: 2,4GHz
- megjelenés dátuma: 1999

## 802.11g (WiFi 3)
- adatátviteli sebesség(max): 54Mb/s
- használt frekvencia: 2,4GHz
- megjelenés dátuma: 2003

A továbbfejlesztett változatai:
SuperG: 108Mb/s sebesség
MIMO (multiple in, multiple out): több antennával a rádióhullámok visszaverődését is képes értelmezni, ezért nagyobb lefedettséget biztosít

## 802.11n (WiFi 4)
Jelenleg ez a legelterjedtebb változat.
- adatátviteli sebesség(max): 600Mb/s
- használt frekvencia: 2,4 és/vagy 5GHz
- megjelenés dátuma: 2008
- tartalmazza a MIMO technológiát, ezért lehetőség van több antenna használatára eszközönként

Beltéren a legjobb vételhez a 3 antennás eszközökön az antennák 45°-os szögben állnak: \ | / (ha több emeletet kell átfogni, akkor a középső antennát is hátra lehet dönteni 45°-kal).

## 802.11ac (WiFi 5)
- adatátviteli sebesség(max): 6.9 Gb/s
- használt frekvencia: 5 Ghz
- megjelenés dátuma: 2014

## 802.11ax (WiFi 6 / WiFi 6E)
- adatátviteli sebesség(max): 6.9Gb/s vagy 9.6 Gb/s
- használt frekvencia: 2,4 és/vagy 5Ghz vagy 6Ghz
- megjelenés dátuma: 2019 / 2021
- hatótávolság: 1-1500 m

## Összesítő tábla
| IEEE szabvány  | Megjelenés éve | Működési frekvencia (GHz) | Sebesség (jellemző) (Mbit/s) | Sebesség (elméleti max) (Mbit/s) | Hatótávolság beltéren (méter) | Hatótávolság kültéren (méter) |
| -------------- | -------------- | ------------------------- | ---------------------------- | -------------------------------- | ----------------------------- | ----------------------------- |
| Eredeti 802.11 | 1997           | 2,4                       | 1                            | 2                                | ~20                           | ~100                          |
| 802.11a        | 1999           | 5                         | 23                           | 54                               | ~35                           | ~120                          |
| 802.11b        | 1999           | 2,4                       | 4,3                          | 11                               | ~38                           | ~140                          |
| 802.11g        | 2003           | 2,4                       | 30                           | 54                               | ~38                           | ~140                          |
| 802.11n        | 2008           | 2,4 / 5                   | 74                           | 600 (MIMO)                       | ~70                           | ~500                          |
| 802.11ac       | 2014           | 5                         | 400                          | 6930                             | ~50                           | ~250                          |
| 802.11ax       | 2019           | 2,4 / 5 / 6               | 574                          | 9600                             | ~30                           | ~120                          |

További 802.11 szabványok is léteznek.

## Fordítás
- Ez a szócikk részben vagy egészben  az   IEEE 802.11 című angol Wikipédia-szócikk fordításán alapul.  Az eredeti cikk szerkesztőit annak laptörténete sorolja fel. Ez a jelzés csupán a megfogalmazás eredetét és a szerzői jogokat jelzi, nem szolgál a cikkben szereplő információk forrásmegjelöléseként.